# Водоспади Сноу крік
Водоспа́ди Сно́у кри́к (англ. Snow Creek Falls — «водоспади сніжного струмка») — водоспад з довгої серії каскадів, розташований в Національному парку Йосеміті біля східного краю долини Йосеміті. Водоспади спускаються у крутій пащі на великому потоці, який витікає з Травневого озера на півночі, стікаючи на схід від стежки, яка йде від долини до озера Дзеркального, купола Нотр-Доум та інших місць на північ від долини Йосеміті.
| США | Це незавершена стаття з географії США. Ви можете допомогти проєкту, виправивши або дописавши її. |